# Meet Your Maker
Meet Your Maker (укр. Зустрінь свого творця) — відеогра 2023 року в жанрі шутер від першої особи, розроблена та видана компанією Behaviour Interactive. У грі гравці мають будувати та здійснювати набіги на створені користувачами форпости, наповнені пастками та охоронцями. Гра вийшла для Microsoft Windows, PlayStation 4, PlayStation 5, Xbox One та Xbox Series X/S у квітні 2023 року.

## Ігровий процес
Дія гри Meet Your Maker розгортається у постапокаліптичному світі, в якому гравці повинні побудувати форпост і проникнути в форпости, створені іншими гравцями. Гравець, що проникає, повинен захопити генетичні матеріали, які знаходяться в центрі кожного форпосту та втекти з ним з форпосту. Гравці можуть здійснювати набіги на форпост поодинці або з іншим гравцем. Гравці екіпіровані різноманітною вогнепальною зброєю, гранатами, гаком та зброєю ближнього бою. Гравці заохочуються залишати слова визнання, які описують їхній досвід після нальоту на форпост.
Створюючи форпост, гравці повинні переконатися, що для інших гравців є життєздатний шлях до генетичних матеріалів. Робот-комбайнер повідомить їм, чи доступні вони. Потім вони можуть укріпити шлях різноманітними пастками, а також охороною, керованою штучним інтелектом, щоб захиститися від інших гравців, які проникатимуть на територію. Після завершення будівництва гравці можуть тестувати та ділитися своїми творіннями з іншими гравцями онлайн. Вони можуть надалі ітеративно вдосконалювати його дизайн, спостерігаючи за тим, як інші гравці намагаються здійснити на нього набіг. Як будівництво, так і набіги на форпости дають гравцям ресурси, які дозволяють їм покращувати пастки та зброю на власних форпостах.

## Розробка
Meet Your Maker була розроблена Behaviour Interactive, розробниками Dead by Daylight. Ранні попередні огляди порівнювали гру з Doom, Super Mario Maker та Minecraft. Щоб забезпечити збалансованість гри, для кожного форпосту існує максимальна потужність будівництва, хоча цей ліміт може бути додатково збільшений за допомогою модернізації. У гру можна було грати від першої особи, оскільки команда вважала, що це підкреслює клаустрофобію, роблячи досвід цікавішим. Пастки в грі не можуть стріляти в гравців, поки їх не ідентифікують, таким чином даючи час гравцям-загарбникам відреагувати.

### Випуск
Офіційний анонс гри відбувся у серпні 2022 року. Відкрите бета-тестування гри тривало з 7 по 13 лютого 2023 року. Відеогра вийшла для Microsoft Windows, PlayStation 4, PlayStation 5, Xbox One і Xbox Series X/S 4 квітня 2023 року; вона була доступна в сервісі передплати PlayStation Plus як реліз першого дня.